# دریای آبی عمیق (فیلم ۱۹۵۵)
دریای عمیق آبی (انگلیسی: The Deep Blue Sea) یک فیلم درام بریتانیایی محصول سال ۱۹۵۵ به کارگردانی آناتول لیتواک، با بازی ویوین لی، کنت مور، املین ویلیامز، و مویرا لیستر محصول لاندن فیلمز و استودیوهای قرن بیستم است. این فیلم بر اساس نمایشنامه‌ای به همین نام در سال ۱۹۵۲ توسط ترنس رتیگان ساخته شده‌است. این فیلم داستان زنی را روایت می‌کند که از ازدواجِ بدونِ عشقش ناراضی است و شوهرش را به خاطر معشوقی جوان‌تر و پرشورتر ترک می‌کند.
نسخه جدیدتری از این فیلم در سال ۲۰۱۱ بر پایه رمان ترنس رتیگان، با همین نام (دریای عمیق آبی) ساخته شده است.